# Titan Quest
Titan Quest — компьютерная игра в жанрах Action/RPG и hack and slash, разработанная компанией Iron Lore Entertainment и изданная THQ 26 июня 2006 года. Сюжет игры использует мифологию Древней Греции, Египта и Востока и повествует о походе безымянного героя против трёх братьев-телхинов, титанических созданий, воспользовавшихся лишением людей божественной опеки с целью отдать Землю во власть титанов.
5 марта 2007 года к игре вышло дополнение Immortal Throne.
31 августа 2016 года вышло переиздание игры под названием Titan Quest Anniversary Edition адаптированное для современных ПК.
18 ноября 2017 года вышло второе дополнение спустя 10 лет — Ragnarök. 9 мая 2019 года вышло третье дополнение — Atlantis. 3 декабря 2021 года вышло еще одно дополнение — Eternal Embers.
В 2016 году вышли мобильные версии Titan Quest для iOS и Android. В 2018 году игра вышла на консолях Xbox One, PlayStation 4 и Nintendo Switch
На презентации THQ Nordic Digital Showcase 11 августа 2023 года было анонсировано продолжение — Titan Quest II.

## Игровой процесс
Игровой процесс является типичным для игр жанра hack and slash и во многом похож на геймплей популярнейшего представителя слэшера Diablo 2, то есть основное внимание уделяется уничтожению многочисленных монстров и развитию характеристик и навыков персонажа.
Сюжет делится на три акта, а игровой мир, соответственно, на три больших района: Древнюю Грецию, Древний Египет и Древний Восток, а также финальную локацию — Олимп. Локации линейно следуют одна за другой, однако существуют ответвления и необязательные для посещения места. Местность, в отличие от Diablo 2, использующей генерацию, создана заранее, а противники и предметы в сундуках генерируются случайно при каждом входе в игру. Графика в игре трёхмерная, при этом в оригинальной игре камера не вращается (может вращаться лишь в некоторых неофициальных модификациях), но доступно масштабирование.
Одной из особенностей игрового процесса является наличие множества элементов, заимствований и упоминаний земель, персонажей, оружий и монстров из древних мифологий греков, египтян, шумеров, китайцев и некоторых национальностей монголов. Так, в частности, игроку предстоит побывать в Афинах, египетских пирамидах и на Великой Китайской Стене, а сюжетными боссами выступают убийца Геракла Несс, огромный скарабей и демонический бык.

### Ролевая система
При создании персонажа выбираются только его пол и цвет туники, а также вводится имя, то есть не определяются никакие характеристики и параметры. При развитии персонажа за каждый уровень выдаются очки характеристик и очки навыков.
У персонажа есть пять основных параметров:
- Жизнь — определяет количество очков жизни;
- Энергия — определяет количество очков, затрачиваемых на умения и заклинания;
- Сила — увеличивает физический урон и проникающий урон, также необходим для ношения предметов (в первую очередь тяжёлых доспехов и оружия ближнего боя);
- Интеллект — увеличивает скорость восстановления энергии и влияет на урон, наносимый магией стихий; также необходим для ношения магических предметов;
- Ловкость — увеличивает проникающий урон, шанс нанесения критического удара и вероятность уклониться от удара; ловкость необходима, чтобы пользоваться луками и острым лёгким оружием.

Игрок может выбрать два мастерства: первое становится доступно со второго уровня, второе — с восьмого. Выбор мастерства не является обязательным: пройти игру можно и с одним мастерством, а при большом опыте игры — даже не выбрав ни одного.
Всего (с учётом двух дополнений) доступно 10 школ:
- Ратное дело — мастерство владения оружием ближнего боя, позволяющее атаковать как одного, так и несколько врагов одновременно;
- Искусство защиты — изучение доспехов и щитов, также позволяет использовать щит как оружие;
- Искусство охоты — обучает эффективно использовать луки и копья;
- Теневое ремесло — это мастерство основывается на быстрых смертоносных ударах, отравлении врагов и нанесении ударов, вызывающих длительные кровотечения;
- Магия земли — основана на силе огня и камня, её заклинания позволяют наносить врагам урон огнём и призывать элементалей земли;
- Магия воздуха — позволяет атаковать врагов молниями и замораживать холодом, а также призывать воздушных элементалей;
- Магия леса — специализируется на защите и лечении, а также призыве на помощь растений и животных;
- Магия духа — позволяет управлять жизненными силами, подавлять волю врагов и призывать на помощь царя-лича и огромного потустороннего гиганта.

В дополнении Immortal Throne:
- Магия Грёз (Сила Грёз) — позволяет использовать разум как оружие, искажая время и пространство.

В дополнении Ragnarök:
- Магия рун — позволяет использовать силу рун, нанося их на свою броню и оружие, или применяя их в бою прямо на землю.

Очки навыков можно тратить либо на повышение общего уровня мастерства, либо на определённые умения. Уровень мастерства разделён на ступени, при достижении каждой из которых становятся доступными новые навыки.
В отличие от большинства ролевых игр, в Titan Quest нет классовых ограничений на экипировку (когда, например лучник может использовать только лук и не может использовать щит). У вещей экипировки есть требования к уровню персонажа/силе/интеллекту/ловкости (не обязательно все сразу). Если характеристики персонажа соответствуют требованиям вещи — её можно использовать, правда, не факт, что эффективно.

## История разработки
Titan Quest была разработана Iron Lore Entertainment и издана THQ 26 июня 2006 года.
В начале 2008 года Iron Lore Entertainment, создавшая оригинальную игру Titan Quest и дополнение Immortal Throne, закрылась. По владеющей этой студией компании THQ ударил мировой финансовый кризис 2008 года, и она так и не смогла приспособиться к быстрым переменам на рынке компьютерных игр. В 2012 году THQ объявила себя банкротом.
По словам бывшего сотрудника Iron Lore Entertainment Артура Бруно, студия была готова к созданию Titan Quest 2 сразу после выхода первой части. Бруно описал проект этой игры как «встречу Oblivion и Gears of War в мире Kingdoms of Amalur: Reckoning с более мрачной и жестокой атмосферой» и более динамичной боевой системой, чем в оригинальной игре. Однако из-за резких перемен в бизнес-стратегии THQ, студия Iron Lore Entertainment осталась без финансирования.
Бывшие сотрудники Iron Lore Entertainment впоследствии создали новую студию — Crate Entertainment. Они приобрели права на игровой движок Titan Quest и создали новую игру — Grim Dawn, которая позиционировалась как «наследница традиций Titan Quest».
В 2014 году компания Nordic Games приобрела торговую марку THQ, получив право издавать игры под брендом THQ. В 2016 году Nordic Games переименовалась в THQ Nordic и выпустила несколько ремастеров старых игр THQ, в том числе и Titan Quest. Так появилась Titan Quest Anniversary Edition — вышедшее в 2016 году переиздание, приуроченное к десятилетнему юбилею игры. Игра была адаптирована к работе на современных компьютерах, получила поддержку HD-разрешения и ряд других улучшений.
Также с 2016 года THQ Nordic начала поддерживать Titan Quest патчами через платформу Steam, исправляя различные ошибки и баги в игре.
В 2016 году выходят мобильные версии Titan Quest для iOS и Android, что потребовало серьезной переработки интерфейса игры. Портированием игры на мобильные платформы Nordic Games поручила заниматься французской студии DotEmu. Весной 2018 года игра вышла на консолях Xbox One и PlayStation 4, а летом того же года — на Nintendo Switch.

## Сюжет

### Греция
Главный герой прибывает на лодке в деревню Гелос. Первым его испытанием становится защита этой деревни от периодически нападающих на их поля сатиров, возглавляемых шаманом. Старец Диомед, староста деревни, после победы над злодеем, отправляет героя к спартанскому военачальнику Леониду, который должен выслать отряд для защиты деревни.
Добравшись до лагеря спартанцев, герой получает и выполняет задание по устранению заставы кентавров во главе с Нессом. Генерал обещает выслать помощь в Гелос и предлагает герою направиться в храм Аполлона, где следует спросить совета у дельфийского оракула. Также генерал замечает, что поход к оракулу подразумевает преподношение даров. Насчёт даров герой должен узнать у Тимона, знакомого Леонида из Мегар.
Достигнув Мегар, герой встречается с Тимоном. Тот советует принести в дар ветвь священного оливкового дерева, расположенного в роще неподалёку. Ветвь охраняет Арахна, царица пауков. Победив её и забрав ветвь, герой продолжает свой путь к оракулу сквозь греческие леса, поляны и рощи.
Дельфийский оракул, уже ожидающий героя, принимает дар и, впадая в транс, стихами сообщает герою что все ответы на все вопросы следует искать в Парнасских пещерах. Пройдя Парнасское нагорье и пещеры, герой выходит на Парнасское плато, где обнаруживает огромный лагерь чудовищ, из чего следует что монстры хорошо организованы и преследуют некоторую цель.
Частично зачистив лагерь, персонаж спускается в Пифийские пещеры — там его ожидает бой с тремя сёстрами-Горгонами, возглавляемых Медузой. После их гибели заточённая сёстрами восточная воительница избавляется от каменных оков и рассказывает герою, что её зовут Фейан и она охотится на Телхина, первого из тройки древних существ, которые сеют хаос и смуту в землях Греции. Именно он является лидером этой армии и в данный момент ведёт её на Афины, чтобы осадить город. Фейан пыталась сама убить Телхина, но её заметили сёстры-Горгоны и Медуза взглядом превратила её в камень.
Герой направляется в Афины, где становится свидетелем картины ужасного побоища — множество монстров осаждало город, часть из них даже проникла внутрь, но уничтожение города было предотвращено вовремя подоспевшими спартанцами, ведомыми Леонидом. Генерал уже по-дружески встречает игрока, узнаёт от него о предсказаниях оракула и лагере монстров, а сам сообщает о проникновении монстров в город.
Афинский акрополь кишит чудовищами — герою предстоит трудный путь в катакомбы, где находится Аластор, мучитель Ахерона. После гибели злодея игроку откроется тайный проход, где его уже ждёт Федр — он является местным главой Ордена Прометея — скрытной организации, служащей посредниками между богами и людьми, а также защитниками людей от сверхъестественных угроз. Федр сообщает о следующей цели армии Телхина — лабиринт Миноса в Кноссе, на острове Крит. Там находится древний артефакт, служащий Ордену для связи с богами. В афинских доках герой встречает Фейан, которая сообщает о её отправлении на Восток с некоторым тайным поручением. Игрок на корабле попадает на Крит.
Крит представлен деревней Гераклион, осаждённой гарпиями и менадами, путём к лабиринту Миноса, патрулируемым автоматонами, и самим лабиринтом. Он кишит минотаврами, а последним препятствием на пути к Тельхину герою выступит их повелитель.
Персонаж игрока встречает Телхина в Зале посредника богов. Злодей начинает уничтожать артефакт, оградившись магической преградой и оживив четырёх статуй для расправы с героем. Поразив големов воин обнаруживает, что Телхин успел уничтожить артефакт. Герой убивает Телхина и обнаруживает Кира, ещё одного представителя Ордена Прометея, который наблюдал за битвой из укрытия. Кир сообщает радостные новости о объединении всей Греции под эгидой генерала Леонида и успешном сопротивлении монстрам. Однако, греки ждут вмешательства богов и не верят в собственные силы. Герой, победивший Телхина, — теперь важное оружие в руках людей и игрока отправляют на помощь представительству Ордена Прометея в Египте, который ищет новый способ связи с богами. У тайного выхода из Зала посредника богов персонажа уже ожидает корабль, направляющийся в Египет.

### Египет
Герой, прибыв в Ракотис, встречает Имхотепа, который знает о ритуале вызова богов, для проведения которого необходимо найти три артефакта. Первый — свиток, расположен в местной библиотеке. Имхотеп же отправляется в храм Пта в Сайсе.
Библиотека захвачена монстрами, а сам свиток находится в подземном архиве и охраняется гигантским Скарабеем. Архив также имеет выход в бухту Хатор, та ведёт к ущелью Уаджет, неподалёку от которого и расположен Сайс. Там игрока встречает Тутти, посланец от Имхотепа и сообщает о разрушении храма вторым из Телхинов. Имхотеп же отправился в Мемфис, где и ждёт игрока.
В Мемфисе Имхотеп рассказывает о оставшихся двух артефактах — Оке Хаоса и Деснице Равновесия. Герой находит Десницу в гробнице под Великим Сфинксом, при этом побеждая четырёх древних стражников — гигантских оживших статуй фараонов. Для заполучения Ока Хаоса игроку необходимо сразить Нехебкау, огромного человекоподобного скорпиона. Забрав артефакты, герой возвращается к Имхотепу.
Наградив героя, Имхотеп проводит ритуал, но он оканчивается неудачей. Раздосадованный Имхотеп просит героя избавиться от второго Телхина, который разрушает храмы по всему Египту. Нетронутым осталась гробница Рамзеса в Долине Царей близ Фив. Прибыв туда, герой встречается со злодеем лицом к лицу и убивает его. Из рук Телхина выпадает табличка, которую может расшифровать Имхотеп.
Имхотеп, расшифровав табличку, обнаруживает что последний, третий Телхин, ищет Серп Крона — оружие, способное убить бога. С помощью Жезла Вечности герой открывает в зале Прометея в храме Хатшепсут портал, доставляющий его до Вавилона, который осаждается третьим Телхином.

### Восток
В Вавилоне игрок сразу же попадает в Висячие сады Семирамиды. Закир из Ордена Прометея направляет героя в храм Мардука, расположенный наверху садов, где находится хранилище Серпа. Победив Химеру, герой обнаруживает раненую Фейан, которая попыталась, но не смогла остановить Телхина. Тот направился по Шёлковому Пути.
Пройдя через джунгли, полные оживших растений и гигантских насекомых, и ледовые пещеры, заселённые неандертальцами и йети, игрок попадает на захваченную монстрами-пенгами Великую Китайскую стену, а после — в деревню Чжидан, где становится известно, что Телхин направился в императорский дворец. В Чанг-Ане, городе выстроенном вокруг дворца, игрока ожидает выздоровевшая Фейан. Она сообщает догадку восточных мудрецов о том, что Телхин собирается освободить титана Тифона, заключённого на земле. Местоположение его тюрьмы знает лишь Жёлтый император, который находится в Нефритовом Чертоге.
На горе Чиюн герой справляется с ордами тигролюдей и на вершине — с грозным демоническим быком Яогуаем и достигает Чертога. Император рассказывает о Тифоне — титане, заключённом под горой Вусао. Путь к Вусао подсказывает Фейан, всё ещё ожидающая героя в Чанг-Ане — гору от города отделяет Лес предков, который населяют дракониды.
Внутри горы находится большая система пещер, ведущая к тюрьме Тифона, включающая сухие пещеры, глубинные пещеры с озёрами магмы и пещеры из обсидиана. Титан заключён в обсидиановых пещерах, откуда его освобождает Телхин на глазах у подоспевшего игрока. Тифон открывает портал и скрывается, Телхин же остаётся сразиться с героем, дабы задержать преследователя. Герой убивает последнего из троицы злодеев и проходит в портал вслед за Тифоном.

### Олимп
Олимп предстаёт длинной лестницей с редкими площадками и великолепным храмом на вершине. Гора осаждена монстрами, служившими Телхинам и часть из них — самые грозные, могучие их представители, смогла попасть наверх, выступая охраной титану. Герой прорывается сквозь опасных противников навстречу главному злодею — Тифон ожидает игрока на самой вершине, где и происходит финальная битва. Убив титана, герой наконец-то получает возможность услышать ответ богов — те решили, что пришло время уйти, ибо боги находят людей готовыми к жизни без веры в высшие силы и могучими, дабы противостоять опасностям, что им и доказал герой.

## Дополнения

### Immortal Throne

Обложка дополнения Titan Quest: Immortal Throne

5 марта 2007 года было выпущено дополнение Immortal Throne, добавляющее новую школу боя (Грезы), четвёртый акт, сундук для хранения и передачи вещей между персонажами игрока; добавлены рецепты для артефактов; новый персонаж, позволяющий за деньги создавать артефакты из рецептов и изымать реликвии/амулеты из предметов, при этом уничтожая предмет и, наоборот, уничтожать реликвии/амулеты, но оставляя целым предмет; новые доспехи и оружие; увеличены характеристики некоторых старых легендарных предметов; увеличился порог развития персонажа с 65 уровня до 75.

#### Сюжет
Игра продолжается с момента убийства игроком Тифона. Герой, победивший титана, попадает в Родос, где перед храмом Аполлона встречает призрака великого прорицателя Тирезия. Тот изрекает зловещее пророчество, требуя ему отправиться туда, «куда попадают все люди». Для этого герой направляется в Иксийский лес, где ему должна помочь в его походе Медея.
Медея говорит пришедшему герою, что поможет ему, однако для этого ей понадобится глаз сестер Грай, который у них один на троих. Убив Грай, игрок забирает глаз и относит его Медее. Она же, в свою очередь, проводит с ним ритуал и создает портал в Эпир. Игрок продолжает своё путешествие, отправившись в Эпир — в его пригороде находится проход в Царство мёртвых. По пути герой знакомится с Адметом — местным парнем, героически погибшим в попытке помочь жителям города. Проход приводит игрока на берега Стикса, реки мёртвых.
Души умерших жалуются на пропажу лодочника Харона и Гиппарха, единственного из них, кто согласился управиться с веслом лодки Харона. Харон встречает и атакует героя на недостроенном мосту, ведущем на Равнины суда, а Гиппарх пленён монстрами. Герой освобождает Гиппарха и побеждает Харона. После этого, перейдя мост, он вновь встречает Тирезия, который требует отправиться в Элизиум.
Равнины суда ведут к Башне суда, где заседают трое судей мёртвых, решающих, куда направить душу после смерти: герои попадают в Элизиум, грешники — в Тартар. Герой должен обратиться к судьям, но встречает отчаянное сопротивление со стороны монстров. На вершине Башни игрок вновь встречает Адмета, продолжившего свой геройский путь даже после смерти, а затем противостоит Церберу, который сторожит судей. Судьи, в отличие от Харона, не перешли на сторону монстров. Один из них, Минос, рассказывает герою, что Аид, бог смерти, отказался последовать за другими богами и решил захватить власть над миром живых. Теперь он — новая цель для победителя титана. Судьи единогласно решают пустить героя в Элизиум.
Дворец Аида расположен недалеко от Элизиума, где души умерших героев и воинов ведут ожесточённые бои с демонами и нежитью. Одиссей вместе со своими бойцами смогли проникнуть в тыл врага, но они не могут войти во дворец Аида, так как сделать это может лишь смертный. Герой возглавляет атаку и прорывается внутрь Дворца.
Во Дворце игрока первым делом ожидает старый враг — Тифон, могущественный титан, который после гибели на Олимпе превратился в нежить и попал в царство мёртвых. На этот раз Тифон слабее, но он всё ещё пытается отомстить герою. В ходе схватки Тифон гибнет окончательно. После победы над Тифоном главный герой освобождает жену Аида — богиню Персефону. Она рассказывает игроку, что именно Аид заковал её в цепи после того, как она ему предложила уйти с другими богами.
Дворец полон разнообразных монстров, большинство из которых — демоны, служащие Аиду. Вскоре игрок попадёт в личные покои Аида, где бог мёртвых дает ожесточённый бой убийце титана. Герой вынужден сначала выбить Аида из его телесной оболочки, а затем победить и его дух. Поверженный игроком Аид слабеет и больше не представляет опасности для человеческого мира. Появляется Персефона, которая нарекает игрока «Погибелью Богов». Также она говорит, что заберёт мужа с собой к другим богам. А люди сами могут за себя постоять. Теперь они повелители своих судеб и смогут защитить свой мир сами.

### Ragnarök
Ragnarök — дополнение для игры, вышедшее 18 ноября 2017 года, добавляет в игру пятый по счету сюжетный акт, а также новые виды оружия, десятое мастерство и некоторый другой контент. В новом акте предстоит путешествовать по землям, находящимся под покровительством скандинавских богов, а в уже пройденных актах можно будет отыскать новые предметы и тайны.

### Atlantis
Atlantis — дополнение для игры, вышедшее 9 мая 2019 года. В новом дополнении игроку предстоит найти и разгадать тайну Атлантиды.

#### Сюжет
Герой встречает исследователя, который ищет мистическое царство Атлантиду. Вместе они пускаются в путь через все западное Средиземноморье. Ключ к поискам скрыт в легендарном дневнике Геракла, и говорят, этот дневник можно отыскать в финикийском городе Гадире.

#### Изменения
- Новый акт — Атлантида;
- В каждом мастерстве добавлено по два умения, общий уровень мастерств увеличился до 40;
- Появились новые предметы экипировки и награды;
- Новый режим Тартар — режим испытания с волнами противников по аналогии с порталами в Diablo III;
- Улучшена визуальная часть игры — добавлены SSAO и изменена цветокоррекция. Игра теперь может запускаться в режиме DirectX 11.

### Eternal Embers
3 декабря 2021 года вышло четвертое дополнение — Eternal Embers, посвященное азиатской мифологии. Разработчиками и издателями стали Digital Arrow и THQ Nordic. DLC вышло на платформах Steam и GOG.
В дополнении было представлен новый седьмой акт главной сюжетной линии и 15 дополнительных заданий, которые можно было пройти только на легендарном уровне сложности. Помимо этого DLC включило в себя 30 новых видов противников, новые оружия, артефакты, реликвии, и доспехи, а также 7 новых зелий. Добавилась и новая школа умений — мастерство Нейдана, — искусство внутренней и внешней алхимии, применяющейся для битвы с противниками.
Согласно сюжету, император Яо призывает героя на Восток для борьбы с демонами. Там игроку предстоит встретиться с Десятью солнцами и Королём драконов.

## Рецензии и оценки
| Сводный рейтинг       | Сводный рейтинг |
| Агрегатор             | Оценка          |
| --------------------- | --------------- |
| GameRankings          | 79,88 %         |
| Metacritic            | 77/100          |
| Иноязычные издания    |                 |
| Издание               | Оценка          |
| 1UP.com               | B-              |
| Eurogamer             | 7,0/10          |
| GameSpot              | 7,6/10          |
| GameSpy               | [ 33 ]          |
| GamesRadar+           | [ 34 ]          |
| GameStar              | 86/100          |
| IGN                   | 8,1/10          |
| VideoGamer            | 8/10            |
| Русскоязычные издания |                 |
| Издание               | Оценка          |
| Absolute Games        | 82 %            |
| PlayGround.ru         | 8,7/10          |
| «Игромания»           | 9,0/10          |
| «Игры Mail.ru»        | 8,0/10          |
| «ЛКИ»                 | 86 %            |
| «Страна игр»          | 8,0/10          |

| Сводный рейтинг | Сводный рейтинг |
| Агрегатор       | Оценка          |
| --------------- | --------------- |
| GameRankings    | 81,04 %         |

Игра получила в целом положительные оценки от специализированной прессы. Так, средняя оценка на агрегаторе GameRankings, поставленная на основании написанных игровыми изданиями рецензий, равняется 79,88 %. Подобную оценку игра получила и в агрегаторе Metacritic — 77% из 100%.
Летом 2018 года, благодаря уязвимости в защите Steam Web API, стало известно, что точное количество пользователей сервиса Steam, которые играли в Titan Quest Anniversary Edition хотя бы один раз, составляет 1 041 965 человек.